# Walenty Koczorowski
Walenty Koczorowski (ur. 1810, zm. 13 października 1878 w Piotrkowie), polski lekarz, filantrop.
Studiował medycynę na Uniwersytecie Jagiellońskim. Praktykował jako lekarz w Królestwie Polskim; ostatnie dziewiętnaście lat życia spędził w Piotrkowie, gdzie jednak na jego praktyce cieniem położyła się ciężka choroba, z którą walczył kilkanaście lat. Od 1872 nie był już w stanie przyjmować pacjentów.
Znany był z działalności filantropijnej. Regularnie przeznaczał kwoty na datki dla najuboższych; jak wspominał inny piotrkowski lekarz Antoni Strzyżowski, „we wszystkie piątki i uroczyste święta żaden ubogi bez wsparcia nie odszedł z jego mieszkania, a biednych w te dni, przez jakie lat dziesięć, widywaliśmy na własne oczy niemało”. Również w zapisie testamentowym pamiętał o ubogich wdowach, na rzecz których przekazał 200 rubli. Przekazywał też legaty na inne cele, m.in. na wsparcie uczniów czy restaurację podominikańskiego kościoła. W 1873 był jednym z abonentów albumu kopernikowskiego, przygotowywanego na 400-lecie urodzin astronoma.
Zmarł 13 października 1878 (nowego stylu) i pochowany został na cmentarzu w Piotrkowie. 15 października 1878 w pogrzebie, mimo braku pełnej oprawy kościelnej, uczestniczyły „tłumy, wyraźnie tłumy – i to przeważnie myślącej części społeczeństwa” (Strzyżowski).
Zgromadzony przez całe życie majątek, którego wartość obliczano na około 37 tysięcy rubli w nieruchomościach, Koczorowski przeznaczył (niezależnie od zabezpieczenia materialnego żony Teofili) na stypendia i nagrody za prace naukowe. Z rocznego dochodu od majątku ufundował sześć stypendiów po 300 rubli rocznie na uniwersyteckie studia medyczne. Beneficjentami tych stypendiów mogli być „krajowcy wyznania katolickiego”, a fundator przyznał pierwszeństwo kilku rodzinom wymienionym z nazwiska w testamencie. Ponadto przyznał 600 rubli na coroczne wyróżnienie najlepszej pracy naukowej z literatury polskiej lub nauk przyrodniczych (300 rubli jako nagrodę dla autora, 300 na koszt druku), przy zastrzeżeniu, że „pierwszeństwo ma zawsze otrzymywać rozprawa, poprawniejszą napisana polszczyzną”. Wykonawcą tych zapisów Koczorowski uczynił Towarzystwo Lekarskie Warszawskie, któremu zlecił również przekazanie swojej biblioteczki lekarskiej kończącemu studia medyczne młodemu lekarzowi. W 1883, wobec zastrzeżeń rosyjskiego resortu spraw wewnętrznych w sprawie przyznawania nagród z nauk ogólnych przez towarzystwo lekarskie, za zgodą spadkobierców Koczorowskiego zmieniono zapis testamentowy, ograniczając tematykę prac konkursowych do medycyny i nauk pokrewnych.